# ミハイル・ソモフ

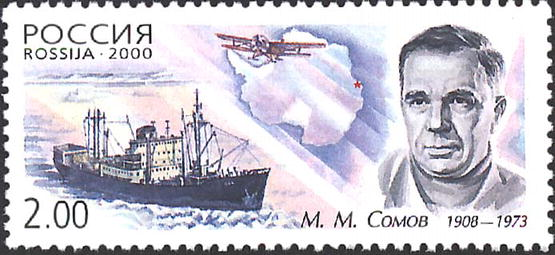
ミハイル・ソモフを描いた、2000年のロシアの郵便切手。

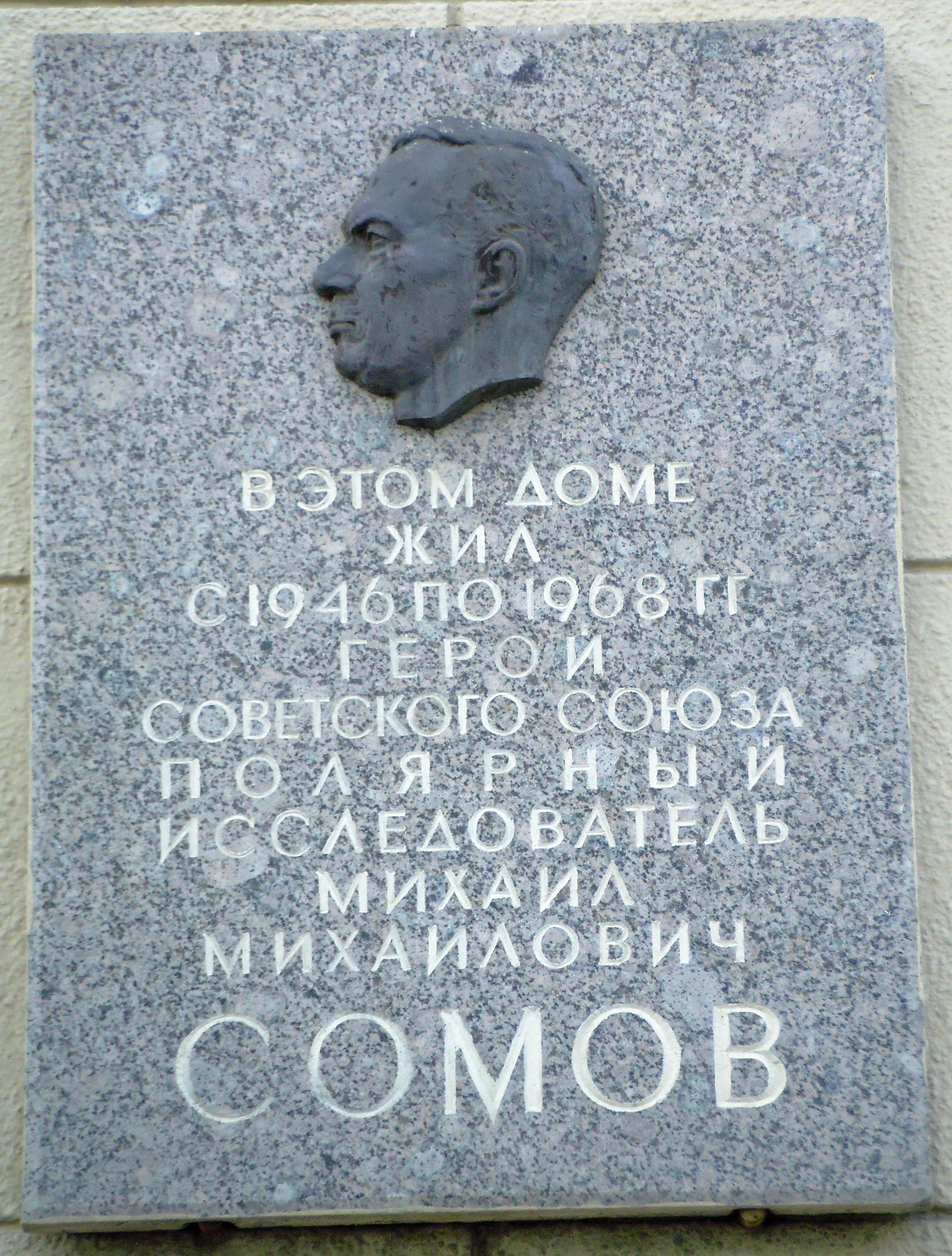
サンクトペテルブルク、レーニン広場3番地の居宅跡に設置された記念プラーク。

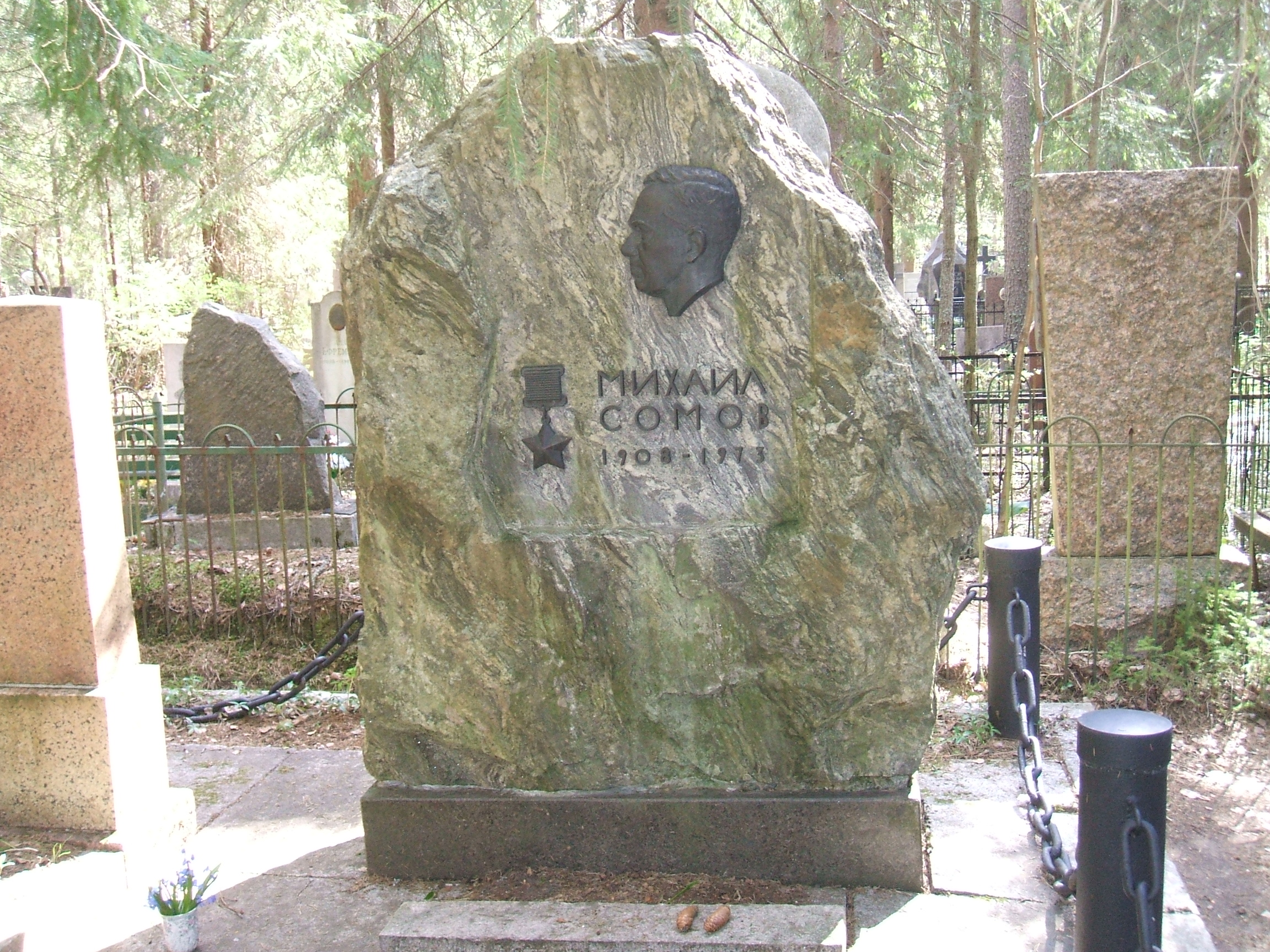
ミハイル・ソモフの墓。

ミハイル・ミハイロヴィッチ・ソモフ（Михаил Михайлович Сомов、1908年4月7日 - 1973年12月30日）は、ソビエト連邦の海洋学者、極地探検家、地理科学のドクトル・ナウク（Доктор наук：上級の博士号）所持者（1954年取得）。モスクワに生まれ、レニングラード（サンクトペテルブルク）で死去した。

## 経歴
ミハイル・ソモフは、まだ学生だった父M・P・ソモフ (М. П. Сомов) の子として1908年に生まれた。父は後に、クニポヴィッチ記念極地漁業・海洋学研究所 (ПИНРО) の科学者、教授となった。
ミハイル・ソモフは、ウラジオストクの極東技術大学を卒業し、1934年まで在籍し、1937年にはモスクワの水理気象学院を卒業した。1939年には、極地研究所の上級研究者に任じられた。1944年から博士論文にとりかかり、翌1945年に博士号を取得した。
1950年から1951年にかけて、氷山上の漂流観測所「北極2（Северный полюс-2）のリーダーを務めた。この功績によってソモフは1951年にソ連邦英雄となった。
1955年から1957年にかけて、ソモフは、最初のソビエト南極遠征 (Советская Антарктическая экспедиция) の隊長を務めた。また、初めてのソ連代表といて南極研究科学委員会に派遣された。
ミハイル・ソモフは、1973年12月30日に死去し、サンクトペテルブルクのコマロボに葬られた。墓石は南極から運ばれた石で作られた。コマロフスキー記念墓地にある彼の墓は、 2001年10月7日に、ロシア政府の決定527号によって連邦管理文化史跡とされた。

## 献名
いずれも東南極に位置する、ヴィクトリアランドの北のソモフ海や、ドロンニング・モード・ランド（クイーン・モード・ランド）の氷河には、ミハイル・ソモフの名が残されており、さらに、科学調査に用いられる砕氷船のひとつにも彼の名が付けられていた。
チェコ（当時はチェコスロバキア社会主義共和国）の天文学者アントニーン・ムルコスは、1981年に発見した小惑星をソモフに因んで「3334ソモフ (3334 Somov) と命名した。

## 栄誉
- ソ連邦英雄（1951年）
- レーニン勲章（3度受章）
- ヴェガメダル（スウェーデン語版） - スウェーデン人類学・地理学会（スウェーデン語版）（1959年）
- 金メダル（パトロンズ・メダル） - 王立地理学会（1961年）[7]